# None So Vile
None So Vile är det kanadensiska technical death metal-bandet Cryptopsys andra studioalbum, utgivet i juli 1996 på Wrong Again Records (nuvarande Regain Records) och i Japan på Victor i juni 1999. Albumet har därefter utkommit i ett flertal utgåvor på olika skivbolag.
Skivan är bandets första med basisten Éric Langlois, som ersatte avhoppade Martin Fergusson. Gitarristen Steve Thibault hade även han lämnat bandet, men bidrar med gästsång. Året efter None So Vile gavs ut lämnade sångaren Lord Worm Cryptopsy, men återvände år 2003.
Albumet anses av många vara bandets bästa och en milstolpe inom genren.

## Låtlista
1. "Crown of Horns" – 3:57
2. "Slit Your Guts" – 4:02
3. "Graves of the Fathers" – 4:11
4. "Dead and Dripping" – 3:53
5. "Benedictine Convulsions" – 4:00
6. "Phobophile" – 4:38
7. "Lichmistress" – 2:31
8. "Orgiastic Disembowelment" – 4:51

## Medverkande
Musiker
- Lord Worm – sång
- Jon Levasseur – gitarr
- Éric Langlois – basgitarr
- Flo Mounier – trummor, bakgrundssång

Bidragande musiker
- Eric Fiset – bakgrundssång
- Steve Thibault – bakgrundssång

Produktion
- Pierre Rémillard – producent, inspelningstekniker
- Cryptopsy – producent
- Simon Marsden – foto
- Flo Mounier – foto, logotyp